# Fiat Palio Elétrico
O Fiat Palio Elétrico é um protótipo desenvolvido pela Fiat em parceria com a Itaipu Hidrelétrica e a empresa suíça KWO. É movido exclusivamente por um motor elétrico alimentado por uma bateria de níquel localizada no fundo do porta-malas que lhe proporciona uma autonomia de 150 Km.

## História
Em julho de 2009 a Fiat apresentou à imprensa uma versão mais moderna do modelo, agora baseado na Palio Weekend. Em junho de 2006, durante o Brazil Classics Fiat Show, a Fiat apresentou o Palio Elétrico, projetado em conjunto com a empresa suíça KWO, entre outros parceiros.

## Características
O Palio elétrico é um protótipo criado pela Fiat a pedido da hidrelétrica Itaipu Binacional. Possui um motor com potência máxima de 15 Kw (20 cv), autonomia de 120km e torque máximo de 50 Nm (5,1 kgm). As suas baterias ficam sob o assoalho do porta-malas para não roubar espaço, e são construídas para fornecer a máxima autonomia com o mínimo de volume entretanto, sua recarga é lenta, demorando oito horas em uma tomada trifásica de 220 volts. O modelo contava com câmbio automático, e sua alavanca foi substituída por outra do tipo joystick com três posições: Drive (D), Neutro (N) e Ré (R). O console central ganhou um display para monitoramento do comportamento da bateria com informações sobre carga, tensão, temperatura e corrente.